# Мультимасштабний камуфляж

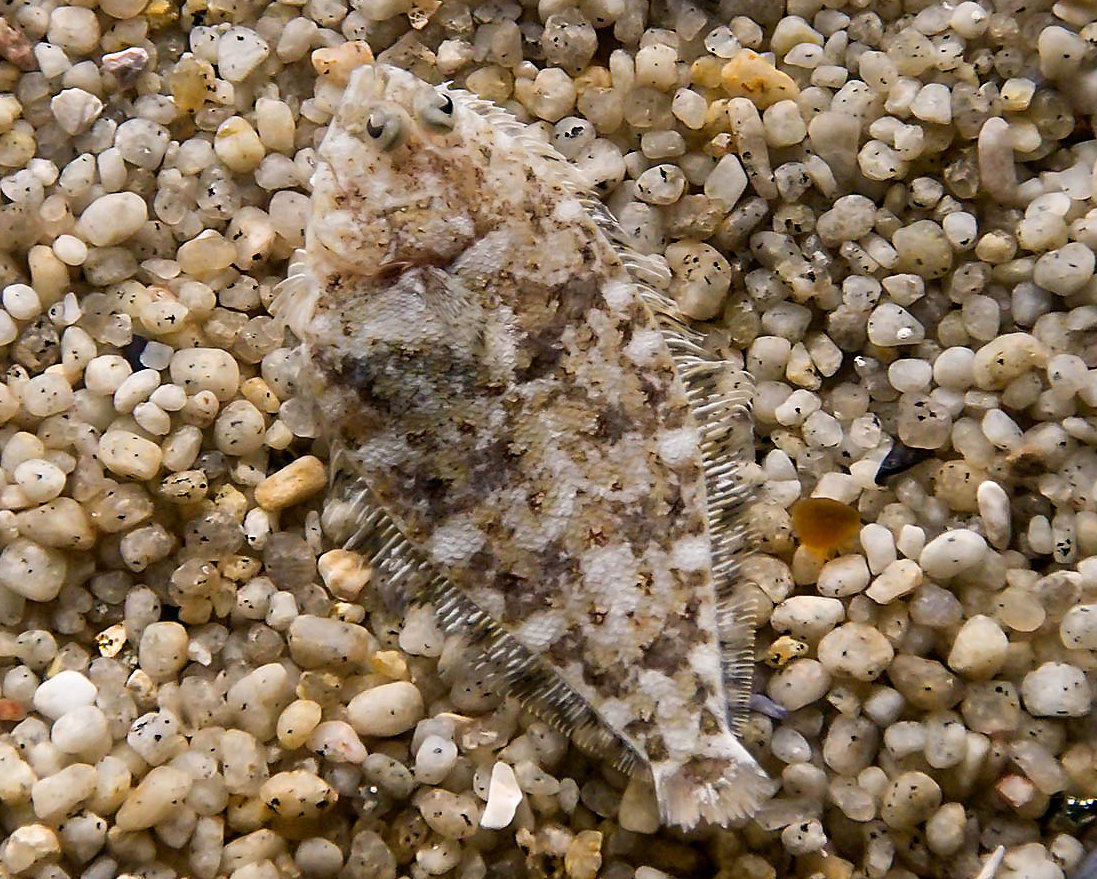
Деформаційний і активний камуфляж камбали

Мультимасштабний камуфляж — тип військового камуфляжу, який поєднує візерунки у двох або більше масштабах, часто (хоча не обов'язково) із цифровим камуфляжним візерунком, створеним за допомогою комп'ютера. Функція полягає в тому, щоб забезпечити камуфляж у діапазоні відстаней або, іншими словами, у діапазоні масштабів (масштабно-інваріантний камуфляж) на манір фракталів, тому деякі підходи називаються фрактальним камуфляжем. Не всі мультимасштабні візерунки камуфляжів складаються з прямокутних пікселів, навіть якщо вони розроблені за допомогою комп'ютера. Крім того, не всі піксельні шаблони працюють у різних масштабах, тому піксельне чи цифрове походження камуфляжу само по собі не гарантує кращої ефективності.

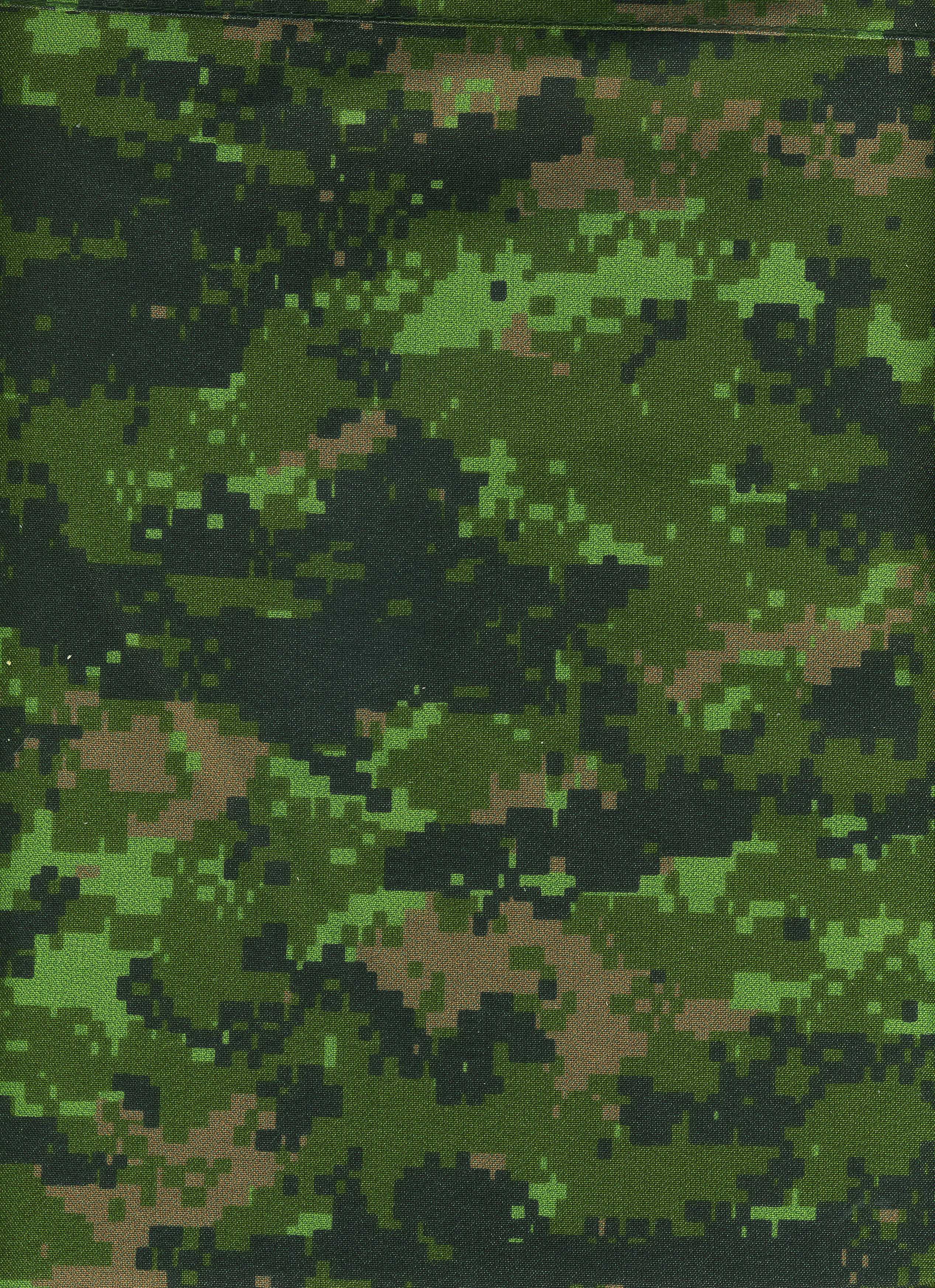
Збройні сили Канади були першою армією, яка випустила піксельний цифровий багатомасштабний камуфляж для всіх підрозділів зі своїм руйнівним візерунком CADPAT, випущеним у 2002 році, показаним тут у варіанті «Помірний ліс».

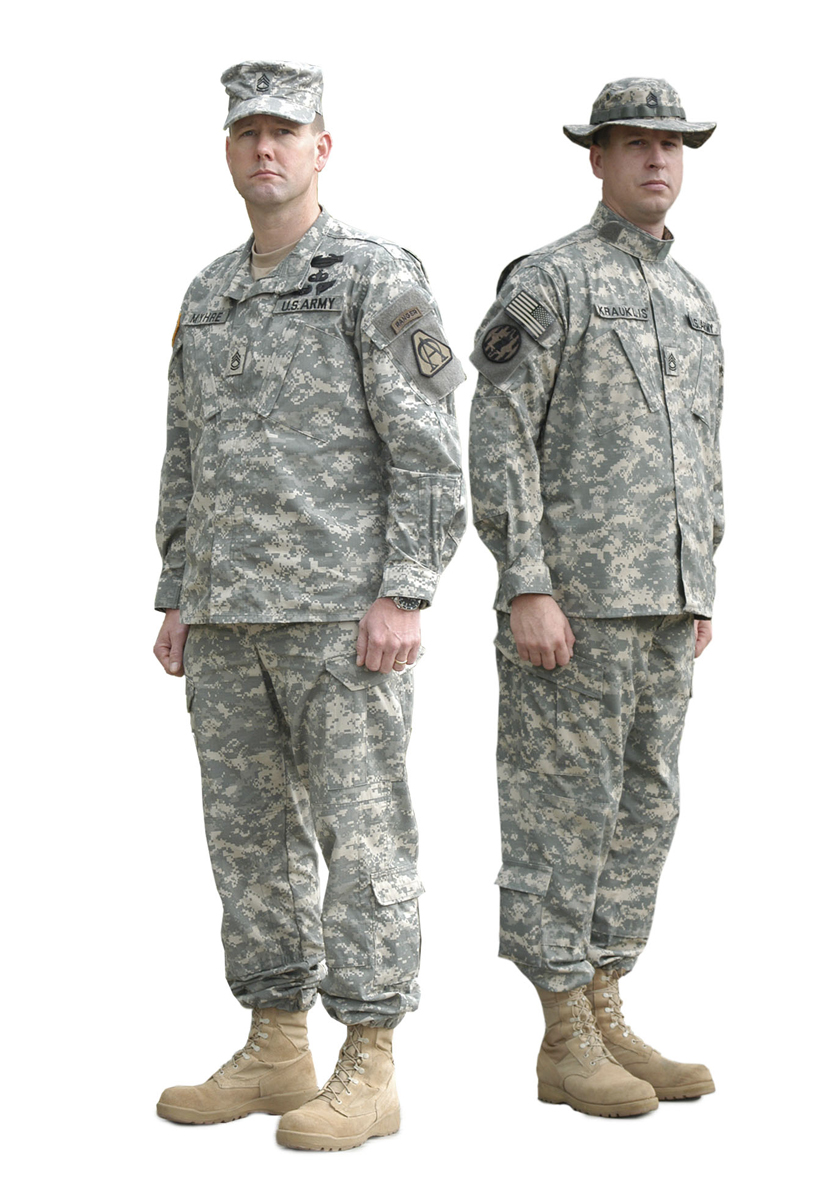
Американський камуфляж UCP забезпечував недостатній контраст, щоб ефективно деформувати контури солдатів, які на помірній відстані виглядали як єдиний силует.

Першим стандартизованим камуфляжним шаблоном, який був запущений в масове виробництво, був одномасштабний італійський камуфляж Telo mimetico. Джерела сучасних мультимасштабних моделей камуфляжу можна простежити до експериментів 1930-х років, коли у Німеччині було розроблено низку мультимасштабних камуфляжів. Перший піксельний мультимасштабний камуфляж CADPAT (англ. Canadian Disruptive Pattern) був прийнятий на озброєння в 1997 році, за ним був камуфляж морських піхотинців США MARPAT, прийнятий на озброєння у 2002 році.

## Принцип

### Масштабна інваріантність
Масштабність камуфляжних візерунків пов'язана з їх функцією. Великі структури потребують більших візерунків, ніж окремі солдати, щоб порушити їх форму. Водночас великі візерунки ефективніші здалеку, тоді як дрібні візерунки краще працюють зблизька. Традиційні одномасштабні шаблони добре працюють у своєму оптимальному діапазоні від спостерігача, але спостерігач на інших відстанях не бачитиме шаблон оптимально. Сама природа дуже часто є фрактальною, де рослини та скельні утворення демонструють подібні візерунки в кількох масштабах. Ідея багатомасштабних візерунків полягає в тому, щоб імітувати самоподібність природи, а також запропонувати незмінний масштаб або так званий фрактальний камуфляж.
Такі тварини, як камбала, мають здатність адаптувати свої камуфляжні візерунки відповідно до фону, і вони роблять це надзвичайно ефективно, вибираючи візерунки, які відповідають просторовим масштабам поточного фону.

### Дизайн компромісів

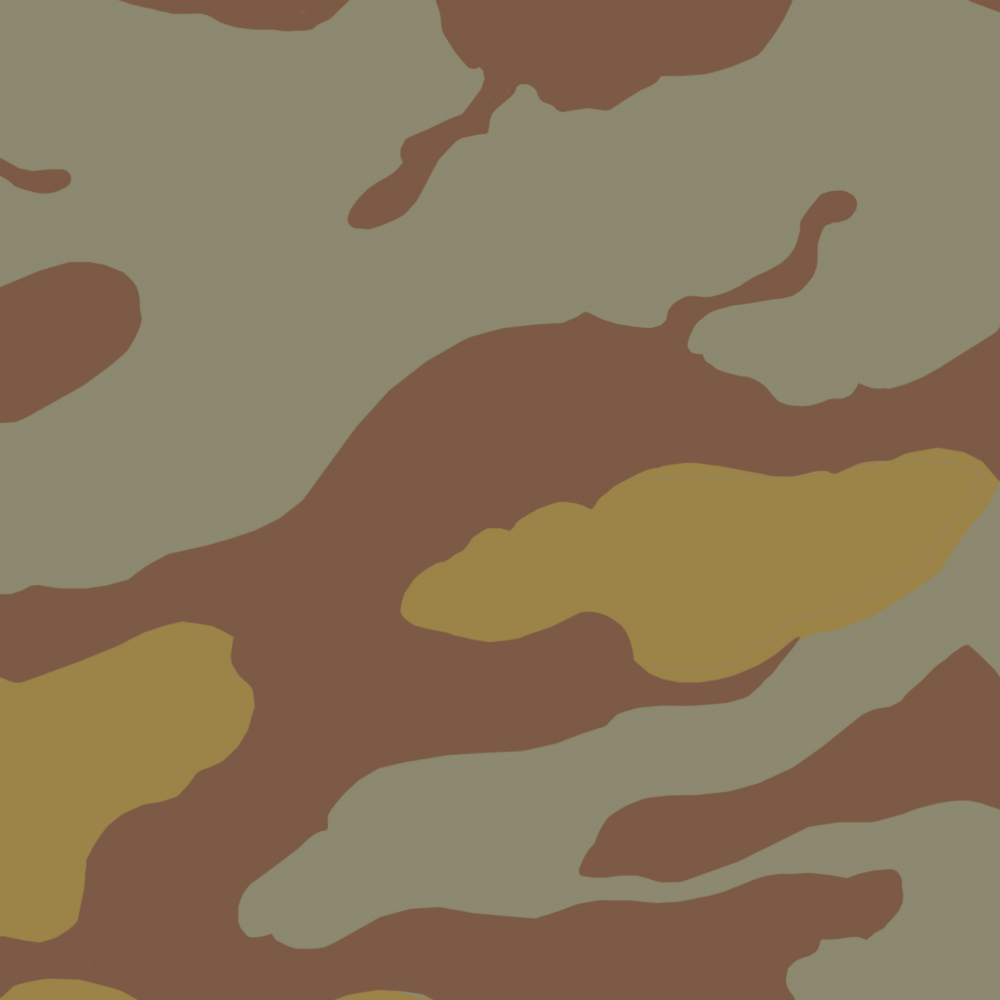
Італійська Telo mimetico, вперше використана в 1929 році

Коли візерунок називають цифровим, це найчастіше означає, що він видимо складається зі згенерованих комп'ютером пікселів. Цей термін іноді також використовується для згенерованих комп'ютером візерунків, таких як непіксельований MultiCam та італійський фрактальний шаблон Vegetato. Ні пікселізація, ні оцифровка не сприяють ефекту маскування. Однак піксельний стиль спрощує дизайн і полегшує друк на тканині порівняно з традиційними візерунками. Хоча цифрові візерунки набувають широкого поширення, критики стверджують, що піксельне оформлення камуфляжу — це швидше питання моди, а не функціоналу.

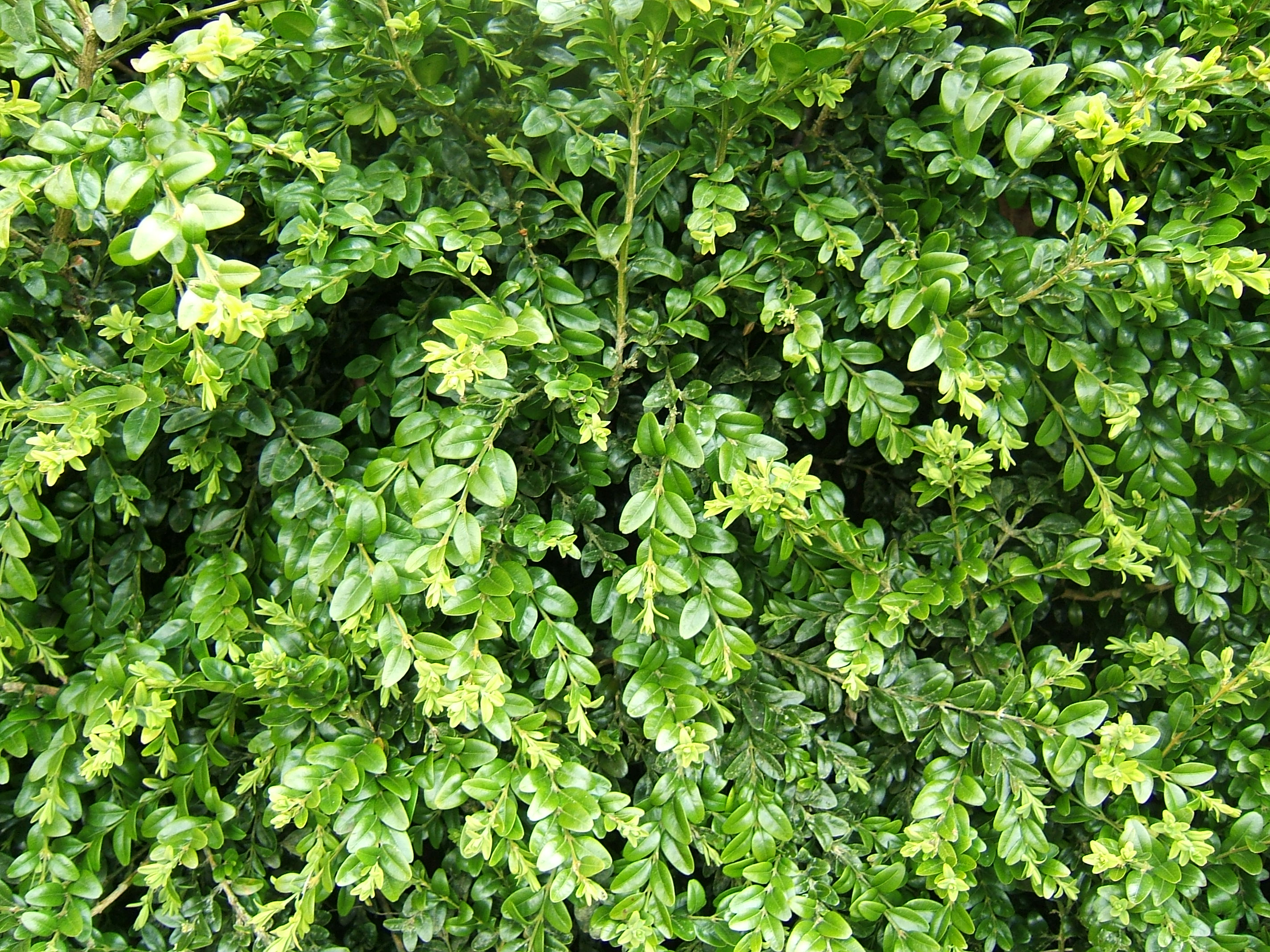
Візерунки в природі, як і листя цього куща Buxus sempervirens, часто розбиваються на візуальні елементи з дрібними та великими масштабами, як-от гілки та листя.

Процес проєктування передбачає компроміс між різними факторами, зокрема кольором, контрастністю та загальним руйнівним ефектом. Неврахування всіх елементів шаблону, як правило, призводить до поганих результатів. Наприклад, універсальний камуфляж армії США (UCP), прийнятий після обмежених випробувань у 2003—2004 роках, показав погані результати через низький контраст малюнка («ізосвітність» — за межами дуже близької відстані дизайн виглядає як поле суцільного світло-сірого кольору, нездатність порушити контури об'єкта) і довільний вибір кольору, жоден з яких не можна зберегти шляхом квантування (оцифрування) геометрії візерунка. З 2015 року дизайн було замінено на Operational Camouflage Pattern, візерунок без пікселів.

## Історія

### Міжвоєнний розвиток у Європі
Ідея візерункового камуфляжу походить із міжвоєнного періоду в Європі. Першим друкованим камуфляжним візерунком був італійський telo mimetico 1929 року, який використовував нерегулярні ділянки трьох кольорів в одному масштабі.

### Німецькі експерименти Другої світової війни

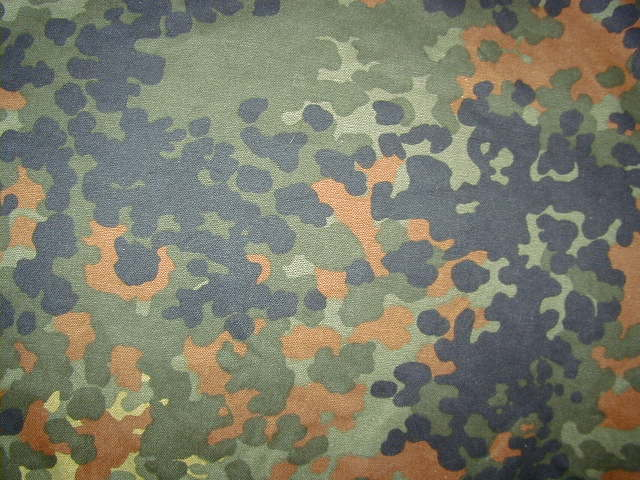
Сучасний німецький Flecktarn 1990, розроблений на основі зразка 1938 року, є нецифровим шаблоном, який працює на різних відстанях.

Під час Другої світової війни Йоганн Георг Отто Шик розробив серію візерунків, таких як Platanenmuster (платан) і Erbsenmuster (горошинка) для Ваффен-СС, поєднуючи мікро- та макровізерунки. в одній схемі.

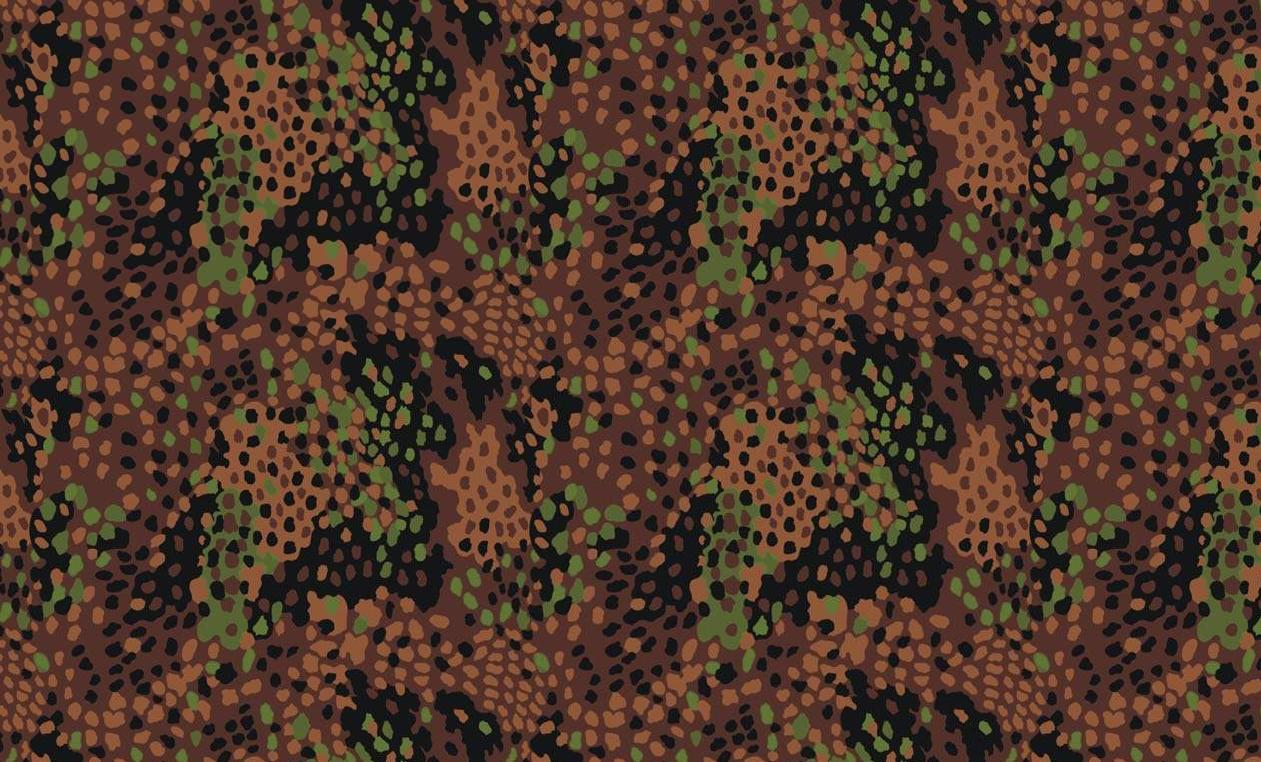
Ваффен-СС 1944 Erbsenmuster (малюнок у горох) поєднує великі та дрібні візерунки.

Німецька армія розвинула цю ідею в 1970-х роках у камуфляжі Flecktarn, який поєднує менші форми з дизерінгом; це пом'якшує межі великомасштабного візерунка, роблячи об'єкти, що знаходяться під ним, важче розрізнити.

### Радянські експерименти Другої світової війни
Піксельні форми камуфляжу з'явились за багато років до виникнення комп'ютерного дизайну, і вже використовувалися в експериментах Радянського Союзу з камуфляжними візерунками, такими як «ТЦМКК»  розроблений у 1944 чи 1945 роках. У візерунку використовуються ділянки оливково-зеленого, піщаного та чорного кольорів, що збігаються разом у розбитих плямах у різних масштабах.

### Дослідження Тімоті О'Ніла 1976 року

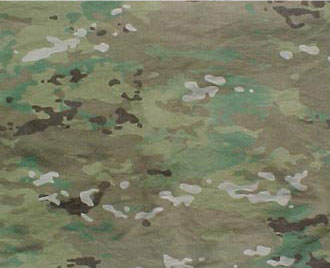
Оперативний камуфляж (OCP), деструктивний, але не піксельний візерунок, який замінив Універсальний камуфляж (UCP) у 2015 році

У 1976 році Тімоті О'Ніл створив піксельний візерунок під назвою «Dual-Tex». Він назвав цифровий підхід «відповідністю текстур». Початкова робота була виконана вручну на знятому з експлуатації бронетранспортері M113; О'Ніл намалював візерунок за допомогою 2-дюймового (5 сантиметрового) валика, утворюючи кольорові квадрати вручну. Польові випробування показали, що результат був хорошим порівняно з існуючими моделями камуфляжу армії США, і О'Ніл став інструктором і дослідником камуфляжу у військовій академії Вест-Пойнта.

### Фракталоподібні цифрові моделі 2000-х
До 2000 року велася розробка для створення піксельних камуфляжних візерунків для бойової форми, наприклад CADPAT збройних сил Канади, який був розроблений у 1997 році, який пізніше був випущений у 2002 році, а потім MARPAT морської піхоти США, випущений між 2002 і 2004 роками. Шаблони CADPAT і MARPAT були дещо самоподібними (як фрактали та шаблони в природі, наприклад рослинності), призначені для роботи у двох різних масштабах; справді фрактальний візерунок був би статистично подібним у всіх масштабах. Для виявлення цілі, замаскованої за допомогою MARPAT, потрібно приблизно у 2,5 раза більше часу, ніж для старішого камуфляжу НАТО, який працював лише в одному масштабі, тоді як розпізнавання, яке починається після виявлення, займає на 20 відсотків більше часу, ніж зі старішим камуфляжем.
Фракталоподібні шаблони працюють, тому що зорова система людини ефективно розрізняє зображення, які мають різну фрактальну розмірність або іншу статистику другого порядку, як-от спектри просторової амплітуди Фур'є; об'єкти просто вискакують із фону. Тімоті О'Ніл допоміг Корпусу морської піхоти розробити спочатку цифровий шаблон для транспортних засобів, а потім тканину для уніформи, яка мала дві кольорові схеми: одну для лісів, іншу для пустелі.

## Виноски
1. ↑  Шик (1882–) був професором у Мюнхені в 1930-х роках, а з 1935 року директором новоствореного відділу камуфляжу (названого «T» для «Tarnung», камуфляж).
2. ↑  ТЦМКК - акронім для "трьохкольоровий маскувальний камуфляжний костюм" (російською - "трьохколірний маскувальний камуфльований костюм", тріохцветний маскировочний камуфлірований костюм).[15]